# زها منكو
زها منكو سيدة أعمال وشخصية ثقافية أردنية. ولدت في عمّان في الأردن، لها العديد من الإنجازات والمساهمات الإجتماعية على مختلف الأصعدة.
عملت في اتحاد المرأة العربي مع إميلي بشارات لدعم المرأة العربية والدفاع عن حقوقها ومساعدة الأطفال الأيتام. ومن ثم أسست «مركز زها الثقافي» عام 1998 لتنمیة ثقافة الطفل وتزويده بالمعرفة، وهو أول مركز ثقافي متكامل للأطفال في الأردن موجه للأطفال من عمر (2-17 سنة). ساهمت أيضا في تأسيس مركز الملكة علياء للمعوقين سمعيا وقامت بمساعدة نادي الجليل في مخيم اربد في دعم لجنة الفتيان الأيتام.

## حياتها
تخرجت زها من مدرسة الأهلية للبنات. وتزوجت من الراحل «علي منكو». أصبحت زها عضوا في مجلس أمناء الجامعة الأردنية من عام (1999-2002) وعضو في الهيئة العامة لجمعية سكان حي جبل عمان (جارا).
في عام 2016 تم إختيار زها منكو لتكون وجهاً ثقافياً لحملة «دسما الأردن» وهي حملة لترويج سياحة القراءة في منطقة البحر الميت، حيث تم تأسيس (مكتبة دسما) أول مكتبة في أخفض منطقة للقرآءة على سطح الكرة الأرضية. كما قامت اللجنة العليا لجائزة البحر الميت بمنح زها منكو القلادة الذهبية والعضوية الفخرية من الدرجة الأولى تقديراً لعطائها الثقافي المتميز وتأسيس العديد من المراكز الثقافية في عمان والمحافظات.

## الوفاة
توفيت يوم الثلاثاء 13 ديسمبر 2022.